# Мађарска на Летњим олимпијским играма 1936.
Мађарска је учествовала на Летњим олимпијским играма одржаним 1936. године у Берлину, Немачка. Мађарски НОК је овај пут послао на олимпијске игре рекордан број учесника (216), који су учествовали у двадесет спортова 209 (191 м + 18 ж) и такмичењу у уметностии 7 (6 м + 1 ж).
Олимпијски тим из Мађарске освојио је укупно шеснаест медаља: десет златних, једну сребрну и пет бронзаних медаља. Најуспешнији такмичар је био Ендре Кабош са две освојене златне медаље у дисциплини мачевање. По две медаље су још освојили и Ференц Чик и Аладар Гаревић, али су они освојили по једну златну и по једну бронзану медаљу. 

## Учесници по спортовима
| Спорт           | Мушкарци | Жене | Укупно |
| --------------- | -------- | ---- | ------ |
| Атлетика        | 25       | 1    | 26     |
| Бициклизам      | 8        | 0    | 8      |
| Бокс            | 6        | 0    | 6      |
| Ватерполо       | 11       | 0    | 11     |
| Веслање         | 23       | 0    | 23     |
| Гимнастика      | 8        | 8    | 16     |
| Дизање тегова   | 2        | 0    | 2      |
| Једрење         | 1        | 0    | 1      |
| Кајак и кану    | 4        | 0    | 4      |
| Коњички спорт   | 9        | 0    | 9      |
| Мачевање        | 16       | 3    | 19     |
| Модерни петобој | 3        | 0    | 3      |
| Поло            | 5        | 0    | 5      |
| Пливање         | 7        | 6    | 13     |
| Рвање           | 12       | 0    | 12     |
| Рукомет         | 16       | 0    | 16     |
| Скокови у воду  | 2        | 0    | 2      |
| Стрељаштво      | 8        | 0    | 8      |
| Фудбал          | 11       | 0    | 11     |
| Хокеј           | 15       | 0    | 15     |
| Укупно(20)      | 191      | 18   | 209    |

### Освојене медаље на ЛОИ
| Освојене медаље мађарских спортиста на ЛОИ 1936. |                 |       |        |        |        |
| Спортиста                                        | Спорт           | Злато | Сребро | Бронза | Укупно |
| Ендре Кабош                                      | Мачевање        | 1     | 0      | 0      | 1      |
| Екипно                                           | Мачевање        | 1     | 0      | 0      | 1      |
| Ференц Чик                                       | Пливање         | 1     | 0      | 0      | 1      |
| Имре Харанги                                     | Бокс            | 1     | 0      | 0      | 1      |
| Ибоја Чак                                        | Атлетика        | 1     | 0      | 0      | 1      |
| Илона Елек                                       | Мачевање        | 1     | 0      | 0      | 1      |
| Ватерполо репрезентација Мађарске                | Ватерполо       | 1     | 0      | 0      | 1      |
| Мартон Леринц                                    | Рвање           | 1     | 0      | 0      | 1      |
| Карољ Карпати                                    | Рвање           | 1     | 0      | 0      | 1      |
| Еден Зомбори                                     | Рвање           | 1     | 0      | 0      | 1      |
| Ралф Бержењи                                     | Стрељаштво      | 0     | 1      | 0      | 1      |
| Аладар Гаревић                                   | Мачевање        | 0     | 0      | 1      | 1      |
| Штафета                                          | Пливање, 4x200m | 0     | 0      | 1      | 1      |
| Екипно                                           | Гимнастика      | 0     | 0      | 1      | 1      |
| Јожеф фон Плати                                  | Јахање          | 0     | 0      | 1      | 1      |
| Јожеф Палоташ                                    | Рвање           | 0     | 0      | 1      | 1      |
| Укупно                                           | 9               | 10    | 1      | 5      | 16     |

## Кајак и кану
Мађарску је предстрављало пет кајакаша, који су се такмичили у 5 дисциплина.
| Кајакаш       | Дисциплина   | Полуфинале | Полуфинале | Финале                | Финале | Детаљи |
| Кајакаш       | Дисциплина   | Резултат   | Место      | Резултат              | Место  | Детаљи |
| ------------- | ------------ | ---------- | ---------- | --------------------- | ------ | ------ |
| Петер Ситћа   | К-1 1.000 м  | 5:08,7     | 8. у гр 1  | Није се квалификовао  | 14/15  |        |
| Петер Ситћа   | К-1 10.000 м |            |            | 52:16.8               | 12/15  |        |
| Габор Чех     | К-2 10.000 м | 48:47,5    | 12/12      |                       |        |        |
| Шандор Геле   | К-2 10.000 м | 48:47,5    | 12/12      |                       |        |        |
| Иштван Колнаи | Ф-2 10.000 м | 50:36,4    | 11/13      | [ мртва веза ]        |        |        |
| Тибор Пор     | Ф-2 10.000 м | 50:36,4    | 11/13      | [ мртва веза ]        |        |        |
| Габор Чех     | К-2 1.000 м  | 4:50,7     | 6 у гр. 2  | Нису се квалификовали | 12/12  |        |
| Шандор Геле   | К-2 1.000 м  | 4:50,7     | 6 у гр. 2  | Нису се квалификовали | 12/12  |        |

- Ф = склопиви кајак